# Хоровецька сільська рада
Хорове́цька сільська́ ра́да — адміністративно-територіальна одиниця та орган місцевого самоврядування у Славутському районі Хмельницької області. Адміністративний центр — село Хоровець.

## Загальні відомості
Хоровецька сільська рада утворена в 1924 році.
- Територія ради: 46,83 км²
- Населення ради: 1 471 особа (станом на 2001 рік)
- Територією ради протікає річка Корчик

## Населені пункти
Сільській раді підпорядковані населені пункти:
- с. Хоровець
- с. Гута
- с. Пашуки

## Склад ради
Рада складається з 16 депутатів та голови.
- Голова ради: Поліщук Яків Михайлович
- Секретар ради: Попель Тетяна Василівна

### Керівний склад попередніх скликань
| Прізвище, ім'я, по батькові | Основні відомості                                                 | Дата обрання | Дата звільнення |
| --------------------------- | ----------------------------------------------------------------- | ------------ | --------------- |
| Поліщук Яків Михайлович     | Сільський голова, 1964 року народження, освіта вища, безпартійний | 26.03.2006   | 31.10.2010      |
| Поліщук Яків Михайлович     | Сільський голова, 1964 року народження, освіта вища, безпартійний | 31.10.2010   |                 |

Примітка: таблиця складена за даними сайту Верховної Ради України

### Депутати
За результатами місцевих виборів 2010 року депутатами ради стали:

#### За суб'єктами висування
| Суб'єкт висування                 | Кількість обраних депутатів | %    |
| --------------------------------- | --------------------------- | ---- |
| Самовисування                     | 10                          | 62,5 |
| Народна партія                    | 4                           | 25   |
| Комуністична партія України       | 1                           | 6,3  |
| Політична партія «Сильна Україна» | 1                           | 6,3  |

#### За округами
| № округу                          | Прізвище, ім'я, по батькові    | Дата визнання обраним | Освіта             | Партійна приналежність                  | Відомості про обраного депутата                                   |
| --------------------------------- | ------------------------------ | --------------------- | ------------------ | --------------------------------------- | ----------------------------------------------------------------- |
| Комуністична партія України       |                                |                       |                    |                                         |                                                                   |
| 12                                | Власюк Микола Васильович       | 01.11.2010            | середня            | член Комуністичної партії України       | ТОВ «Надія-Агро», механізатор                                     |
| Народна Партія                    |                                |                       |                    |                                         |                                                                   |
| 4                                 | Годюк Валентина Валентинівна   | 01.11.2010            | середня            | позапартійна                            | Яблунівська психіатрична лікарня, санітарка                       |
| 7                                 | Липський Вячеслав Михайлович   | 01.11.2010            | середня спеціальна | позапартійний                           | Яблунівська психіатрична лікарня, фельдшер-акушер                 |
| 13                                | Каленюк Ганна Іванівна         | 01.11.2010            | середня            | позапартійна                            | Хоровецька сільська рада, соціальний працівник                    |
| 14                                | Шикиринський Сергій Васильович | 01.11.2010            | середня спеціальна | позапартійний                           | тимчасово не працює                                               |
| Політична партія «Сильна Україна» |                                |                       |                    |                                         |                                                                   |
| 3                                 | Павлюк Петро Ананійович        | 01.11.2010            | середня спеціальна | член Політичної партії «Сильна Україна» | тимчасово не працює                                               |
| Самовисування                     |                                |                       |                    |                                         |                                                                   |
| 1                                 | Савчук Анатолій Миколайович    | 01.11.2010            | вища               | позапартійний                           | Красноставська загальноосвітня школа, вчитель фізичного виховання |
| 2                                 | Янчук Людмила Миколаївна       | 01.11.2010            | середня спеціальна | позапартійна                            | Хоровецька сільська рада, секретар                                |
| 5                                 | Федорчук Микола Іванович       | 01.11.2010            | середня            | позапартійний                           | тимчасово не працює                                               |
| 6                                 | Дигодюк Ірина Броніславівна    | 01.11.2010            | вища               | член Партії регіонів                    | тимчасово не працює                                               |
| 8                                 | Попель Тетяна Василівна        | 01.11.2010            | середня спеціальна | позапартійна                            | тимчасово не працює                                               |
| 9                                 | Дмитрієв Іван Михайлович       | 01.11.2010            | середня спеціальна | позапартійний                           | Хоровецький НВК, завгосп                                          |
| 10                                | Кравчук Лариса Василівна       | 01.11.2010            | вища               | позапартійна                            | Хоровецький НВК, вчитель математики                               |
| 11                                | Левчук Віра Михайлівна         | 01.11.2010            | середня            | позапартійна                            | пенсіонер                                                         |
| 15                                | Одольчук Микола Петрович       | 01.11.2010            | середня            | позапартійний                           | ТОВ «Надія -Агро», інженер                                        |
| 16                                | Ліщук Ніна Василівна           | 01.11.2010            | середня            | позапартійна                            | КП Хоровець, продавець                                            |

## Господарська діяльність
Основним видом господарської діяльності сільської ради є сільськогосподарське виробництво.

## Населення
Згідно з переписом УРСР 1989 року чисельність наявного населення сільської ради становила 1864 особи, з яких 833 чоловіки та 1031 жінка.
За переписом населення України 2001 року в сільській раді мешкало 1466 осіб.

### Мова
Розподіл населення за рідною мовою за даними перепису 2001 року:
| Мова       | Відсоток |
| ---------- | -------- |
| українська | 99,46 %  |
| російська  | 0,48 %   |
| молдовська | 0,07 %   |